# Bérpalota (Makó)
A Bérpalota Makó egyik legszebb neobarokk épülete, a főtér és a városkép meghatározó része.

## Jellemzői
A Széchényi téren, a város főterén található, a Korona Szálló és a Régi városháza mellett. Helyén a dísztelen püspöki magtár (a granárium) állt, amit 1925-ben elbontottak, mert ormótlan megjelenésével a városi épületek összhangját nagy mértékben rontotta. Az eredeti tervek szerint kilencmilliárd koronából négyfrontos, kétemeletes épületet akartak emelni, benne szállodát, éttermet, kávéházat, hangversenytermet kialakítva. A lakások csak a földszinten kaptak volna helyet, az üzletek mellett. A Bérpalotában akarták elhelyezni az anyakönyvi hivatalt és az esketési termet is.
A neobarokk Bérpalota építése végül 1927. november 1-jén fejeződött be, a munkálatok bő kilenc hónapot vettek igénybe. A terveket Orth Ambrus készítette, akinek pályadíja 25 millió korona volt. A munkálatokat Papp József végezte, az építésbe több helyi iparos is bekapcsolódott alvállalkozóként. Az eredeti tervek helyett csak üzletek és lakások kaptak benne helyet, enyhítve a lakásínséget. A kiadásokat Fried Ármin ötletére Speyer-kölcsönből is finanszírozták, ennek ellenére pénzügyi okok miatt végül csak háromfrontos épület készült el.
A kéttraktusos, oldalfolyosós elrendezésű épület földszintje dísztelen. Ablakai stukkódíszesek, azokat a felső szinteken lábazattal és fejezettel ellátott oszlopok fogják közre. Tagolása függőleges, felső szintjein késő barokk ízlésű kovácsoltvas erkélyrács található. Az első és második emelet architektúrája egységes. Az ablakok a középső szinten félkörívesek, a legfölső szinten pedig egyenes záródásúak. A homlokzat szárnyainál pillérek fogják közre. Legékesebb része a Korona Szálló felőli oldala, itt található a kupola, melynek két szárnyát manzárdtető hangsúlyozza ki, valamint a változatos, gazdagon tagolt attika. Az épületben 14 lakás kapott helyet.
Első nagy fölújítása, korszerűsítése, a lakások komfortos megosztása 1982-ben történt. A felújításkor nyerte el új színvilágát az épület, az Országos Műemlékvédelmi Felügyelőség a korábbi sárga helyett a dinamikusabb barna (bronz) színt írta elő, ami kiemeli a palota architektúrájának szépségét és harmonizál a Hősi emlékmű szobraival is.
Az épület funkciója az évtizedek alatt sem változott: földszintjén üzletek találhatóak, korábban itt működött Makó két testvérvárosának, Martinsicurónak és Löbaunak a partnerirodája is. Első és második emeletén lakások kapnak helyet. A Bérpalota párkányán található Európa második legnagyobb molnárfecske-telepe.